# Ligne de Collonges - Fontaines à Lyon-Guillotière
La ligne de Collonges - Fontaines à Lyon-Guillotière est une courte ligne de raccordement entre les lignes de Paris à Marseille et de Lyon à Genève. Elle permet aux trains venant de Dijon de rejoindre la gare de Lyon-Part-Dieu sans passer par Lyon-Perrache.

## Histoire
La section de Lyon-Guillotière à Lyon-Saint-Clair a été concédée en 1853 et construite en 1859 par la Compagnie du chemin de fer de Lyon à Genève dans le cadre de la ligne de Lyon à Genève et de sa jonction avec la ligne de Paris à Marseille.
La section de Collonges - Fontaines à Lyon-Saint-Clair est concédée à titre éventuel à la Compagnie des chemins de fer de Paris à Lyon et à la Méditerranée (PLM) par une convention signée entre le ministre des Travaux publics et la compagnie le 26 mai 1883. Cette convention est approuvée par une loi le 20 novembre suivant.
La ligne est déclarée d'utilité publique par décret le 24 avril 1884, rendant ainsi la concession définitive. Elle sera construite en 1890.

## Tracé
Elle comporte un tunnel de 2 404 m de long : le tunnel de Caluire.